# Студентът от Прага
Студентът от Прага (на немски: Der Student von Prag) е немски пълномеетражен игрален ням филм от 1913 г. на режисьора и актьора Паул Вегенер в сътрудничество със Стелан Рий. Сценарият, дело на Ханс Хайнц Еверс, е базиран на няколко творби - разказа на Едгар Алън По „Уилям Уилсън“, поемата „Декемврийска нощ“ на Алфред дьо Мюсе и историята за доктор Фауст. Сюжетът се върти около темата за нечестива сделка с дялова и мотива за двойника.
Творбата е считана за първия художествен и авторски филм, пионер в жанра „ужаси“. Лентата бележи няколко нововъведения в техническо отношение - филмови трикови напълно нови за времето си. Последван е от няколко римейка.

## Сюжет
През 1820 г. в Прага следва бедният студент Балтазар, който e бохем и изкусен фехтовач. Той се натъква на мистериозне пътуващ търговец облечен в черно, който се представя като Скапинели. Людочка, местна девойка циганка, е привлечена от младежа и следва всяка негова стъпка.
Докато е на лов, графиня Маргит едва не се удавя в езеро. Спасява я Балтазар и се влюбва в красивата наследница - връзка, която е обречена, поради различието в класите. Студенът отново е посетен от Скапинели, който му предлага 100,000 гулдена, за това което си хареса от стаята му. Младежът се съгласява, уверен че бедната му стая не предлага нещо ценно. Скапинели обаче поисква изображението на Балтазар от огледалото. Студентът се съгласява и от огледалото излиза неговия двойник.
Балтазар се издига в обществото. Той отхвърля влюбената в него Людочка. Двойникът непрекъснато следна и създава главоболия на младия мъж. Той търпи любовни разочарования, понеже графиня Маргит е обещана за съпруга от своя баща на барон Валдис. Годеникът предизвиква Балтазар на дуел. Бащата-граф моли студентът да не убива дръзкия син. Двойникът обаче взима участие в дуела и ранява смъртоносно своя упонент. Балтазар стреля в своя двойник. Филмът свършва с това, че главният персонаж седи пред своя гроб. 

## Актьорски състав
| Актьор         | Персонаж                 |
| -------------- | ------------------------ |
| Паул Вегенар   | Балтазар                 |
| Джон Готовт    | Скапинели                |
| Грета Бергър   | Графиня Маргит           |
| Лида Салмонова | Людучка                  |
| Лотър Кьонър   | Грах фон Шварценберг     |
| Фриц Вайдъман  | Барон Валдис-Шварценберг |

## Заснемане
Филмът е заснет от студио Deutsche Bioscop, ситуирано в жилищното село Нойбабелсберг. Компанията днес е познато като Бабелсберг. Филмовите локации включват Прага и други места.

## Признание
„Студентът от Прада“ е считан за първия арт филм, който издига киното от панаирджийско забавление в изкуство. Филмът е комерсиален успех.

## Интерпретация
Германският кинокритик Зигфрид Кракауер в своята книга „Von Caligari zu Hitler. Eine psychologische Geschichte des deutschen Films“ казва, че „Студентът от Прага“ изразява голямата двойнсвеност на немския народ, който не може да достигне същото ниво на демократичност както при държави като Франция и Англия.